# TSV Germania Chemnitz 08
Der TSV Germania Chemnitz 08 ist ein Mehrspartenverein im Chemnitzer Stadtteil Altchemnitz.
Der TSV Germania wurde am 1. Juli 2008 durch Fusion der bisherigen Vereine SV Germania Chemnitz und TSV 1950 Chemnitz gebildet. Diese beiden Vereine hatten ihre Wurzeln in den Betriebssportgemeinschaften Motor Germania und Motor Spinnbau. Motor Germania wurde in den Jahren 1973 und 1974 durch seine Fußballmannschaft überregional bekannt, als diese in der DDR-Liga, der zweithöchsten Fußballklasse in der DDR, spielte. Seit seiner Gründung bietet der TSV Germania neben Fußball auch Sportarten wie Tischtennis, Kegeln, Gymnastik, Angeln und Wandern an.

## Vereinsstruktur
Das Sportheim des TSV Germania in der Chemnitzer Annaberger Straße wurde bereits Anfang des 20. Jahrhunderts durch den Sportclub National 1900 genutzt. Dessen Fußballmannschaft wurde 1920 Meister des Fußball-Gaus Mittelsachsen. Nach der Zerschlagung aller Sportvereine nach dem Zweiten Weltkrieg in Ostdeutschland entstand dort eine völlig neue Sportstruktur. In Chemnitz gründeten sich zunächst mehrere Sportgemeinschaften, die ab 1948 von so genannten Betriebssportgemeinschaften (BSG) abgelöst wurden. Unter anderem gründete das Chemnitzer Maschinen- und Anlagenwerk „Germania“ als Trägerbetrieb die BSG Motor Germania, in der die Sportler der SG Stahl Süd, die vorher auch den Namen Blau-Weiß Altchemnitz geführt hatte, Aufnahme fanden. Die BSG, die zeitweise um 600 Mitglieder hatte, betrieb die Sektionen Fußball, Tischtennis, Kegeln, Gymnastik, Angeln und Wandern. Am erfolgreichsten waren die Fußballspieler, die mit ihrer Männermannschaft zwischen 1973 und 1975 in der zweithöchsten DDR-Fußballklasse DDR-Liga spielten. Als nach der politischen Wende von 1989 die ökonomischen Grundlagen für die Betriebssportgemeinschaften wegfielen, gründeten Mitglieder der bisherigen BSG Germania am 8. August 1990 den SV Germania Chemnitz, der bis auf die Sektion Kegeln alle Sportarten der BSG weiterführte. Am 1. Juli 2008 fusionierte der SV Germania mit dem TSV 1950 Chemnitz zum TSV Germania Chemnitz 08. Auch die Entwicklung des TSV 1950 reicht bis in die Zeit der DDR zurück, damals als BSG Motor Spinnbau. Nach der Fusion verfügt der Verein, der etwa 500 Mitglieder zählt, über drei Sportanlagen im Süden von Chemnitz.

## Entwicklung des Fußballsports
Die BSG Motor Germania gehörte zu den Gründungsmannschaften der 1952 eingeführten drittklassigen Bezirksliga Chemnitz/Karl-Marx-Stadt. Über neun Jahre konnte sie dort Plätze in der oberen Tabellenhälfte belegen, 1963 bedeutete der 11. und vorletzte Rang jedoch den Abstieg in die Bezirksklasse Karl-Marx-Stadt. Dort verblieb die Mannschaft bis 1967, danach folgten weitere sechs Jahre in der Bezirksliga.
Inzwischen hatten sich mehrere ehemalige Oberligaspieler des FC Karl-Marx-Stadt bei Motor Germania angemeldet, um dort ihre Laufbahn ausklingen zu lassen. Dadurch gewann Motor Germania an Spielstärke, gewann 1973 die Bezirksmeisterschaft und qualifizierte sich damit für die zweitklassige DDR-Liga. In dem Zwölferfeld der Staffel D erreichte die Mannschaft in ihrer ersten DDR-Liga-Saison 1973/74 Platz 9 mit sieben Siegen aus 22 Punktspielen. Ein Jahr später reichte es nur noch zu zwei gewonnenen Punktspielen, und Motor Germania musste als Tabellenletzter zurück in die Bezirksliga. Dort wurde man sofort weiter nach unten durchgereicht, sodass die Mannschaft ab 1976 nur noch viertklassig spielte. Lediglich für eine Saison trat die BSG Motor noch einmal in der Bezirksliga an, bis zum Ende des DDR-Fußballbetriebes blieb es dann jedoch bei der Bezirksklasse.
Die Fußballmannschaft der BSG Motor Spinnbau kam im DDR-Fußball nie über Kreisklassen-Niveau hinaus. Nachfolger TSV 1950 hatte seine beste Zeit zwischen 2004 und 2007, als die Fußballmannschaft in der Bezirksklasse Chemnitz (damals 7. Liga) spielte. Eine Liga besser spielte der SV Germania von 2001 bis 2003 in der Bezirksliga Chemnitz. Danach folgte jedoch der Niedergang bis in die Kreisliga Chemnitz (8. Liga). Seit 2008 spielt der TSV Germania in der Bezirksklasse Chemnitz, nach Einführung der 3. Liga des DFB 8. Liga.

### Ligenübersicht Motor Germania 1952 bis 1990
| Jahr      | Liga                          | Liga         |
| --------- | ----------------------------- | ------------ |
| 1952–1963 | Bezirksliga Karl-Marx-Stadt   | (3./4. Liga) |
| 1963–1967 | Bezirksklasse Karl-Marx-Stadt | (4. Liga)    |
| 1967–1973 | Bezirksliga Karl-Marx-Stadt   | (3. Liga)    |
| 1973–1975 | DDR-Liga                      | (2. Liga)    |
| 1975–1976 | Bezirksliga Karl-Marx-Stadt   | (3. Liga)    |
| 1976–1984 | Bezirksklasse Karl-Marx-Stadt | (4. Liga)    |
| 1984–1985 | Bezirksliga Karl-Marx-Stadt   | (3. Liga)    |
| 1985–1990 | Bezirksklasse Karl-Marx-Stadt | (4. Liga)    |

### Ehemalige Oberligaspieler bei Motor Germania
Zwischen Ende der 1960er Jahre und Mitte der 1970er Jahre waren mehrere Aktive vom benachbarten Oberligisten FC Karl-Marx-Stadt zur BSG Motor Germania gewechselt, um dort ihre Fußball-Laufbahn ausklingen zu lassen:
| Name               | Zeitraum  | Spiele             |
| ------------------ | --------- | ------------------ |
| Friedrich Hüttner  | 1971–1974 | 113 Oberligaspiele |
| Albrecht Müller    | ab 1970   | 195 Oberligaspiele |
| Claus Rüdrich      | 1970–1973 | 80 Oberligaspiele  |
| Eberhard Taubert   | ab 1967   | 48 Oberligaspiele  |
| Karl-Heinz Zeidler | ab 1973   | 67 Oberligaspiele  |